# الحظن
الحظن هو مركزٌ سعوديٌ تابعٌ لمحافظة نجران التابعة لمنطقة نجران، في المملكة العربية السعودية. المركز من الفئة (أ)، ورمزه 2404 حسب دليل الترميز الموحد للمناطق الإدارية بالمملكة العربية السعودية.